# Mangazeia
Mangazeia (rus: Мангазея) va ser una colònia de mercaders del nord-oest de Sibèria, a Rússia, fundada el 1600, i després una ciutat. Va ser construïda a la vora del riu Taz, entre els rius Obi i Ienissei. Mangazeia va tenir un paper primordial en la conquesta russa de les regions àrtiques i circumpolars.
Els colons russos de les costes del mar Blanc, els pomor, van descobrir una ruta al llarg de la costa de l'oceà Àrtic que els va permetre navegar a Arkhànguelsk per a comerciar amb els mercaders noruecs, anglesos i neerlandesos. Durant tot l'any, Mangazeia servia de magatzem per a les pells, l'ivori (les defenses de la morsa i del mamut) i els productes de l'Àsia central, que eren traslladades després en vaixell en el breu estiu àrtic. Mangazeia no comptava més que amb uns centenars d'habitants com a màxim.
Aquesta ruta comercial va ser prohibida, sota pena de mort, en 1619, ja que l'estat no podia gravar-amb impostos i temia una penetració comercial anglesa en Sibèria. Mangazeia intentar mantenir durant mig segle més, però va ser finalment abandonada. A conseqüència del catastròfic incendi de 1662, la població restant va ser evacuada a Turujansk, a 275km al sud-est de Mangazeia, que s'anomenaria Novaia Mangazeia fins a la dècada de 1780.
La ubicació original de Mangazeia així com la ruta comercial marítima del nord empresa pels pomor caurien en l'oblit. Al segle xx els arqueòlegs soviètics van descobrir vestigis d'un kremlin de fusta, d'un port i d'un mercat cobert (gostini Dvor) en el lloc on era Mangazeia.
L'emplaçament de Mangazeia es troba avui dins de l'Ókrug autònom Iamalo-Nenets, a l'óblast de Tiumén, a 1366km al nord-est de Tiumén i a 385km al sud-oest de Norilsk.